# رویا حشمتی
‌رؤیا حشمتی شهروند ایرانی معترض به قانون حجاب اجباری در ایران است که پس از انتشار یک تصویر بدون حجاب در شبکه‌های اجتماعی، بازداشت و توسط قوهٔ قضاییهٔ جمهوری اسلامی ایران به تحمل ۷۴ ضربه شلاق محکوم شد.

## زندگی‌نامه
رویا حشمتی متولد ۱۳۶۹ و اهل سنندج و ساکن تهران است.

### بازداشت در سال ۱۴۰۲
پس از انتشار یک تصویر بدون حجاب در شبکه‌های اجتماعی توسط رویا حشمتی، مأموران جمهوری اسلامی در ۱ اردیبهشت ۱۴۰۲ شبانه به خانهٔ او وارد شدند و او را بازداشت کردند. در این حملهٔ شبانه تلفن همراه و لپ‌تاپ او نیز توقیف شدند.
او در آغاز با اتهام «حضور در معابر بدون حجاب شرعی» یازده روز را در بازداشت گذراند. اما در نهایت، دادسرای ناحیهٔ ۳۸ ارشاد پروندهٔ او را با عناوین اتهامی جداگانه و ۲ کیفرخواست مجزا به مجتمع قضائی ارشاد و دادگاه انقلاب ارجاع داد. به گفتهٔ طاطائی، وکیل رؤیا حشمتی، عنوان اتهامی او در شعبه ۲۶ دادگاه انقلاب، «تبلیغ علیه نظام» بود. همچنین در شعبهٔ ۱۰۹۱ مجتمع قضائی ارشاد نیز ۴ عنوان اتهامی شامل «حضور در معابر بدون حجاب شرعی»، «جریحه‌دار کردن عفت عمومی»، «تولید محتوای مبتذل» و «تشویق مردم به فساد» به اتهامات او اضافه شدند. خبرگزاری قوه قضائیه در خبری مدعی شد که حشمتی در قبال دریافت مبالغی از خارج از کشور، دست به اقدامات سازمان یافته در راستای ترویج اباحه‌گری زده‌است. این خبرگزاری برای این عنوان اتهامی هیچ مستندی ارائه نکرده‌است. کمی بعد خبرگزاری‌های ایران، تصاویری را منتشر کردند که مدعی بودند از موبایل حشمتی گرفته شده و به چت‌هایی اشاره دارد که ادعاهای خبرگزاری میزان را تأیید می‌کند.
دادگاه شعبهٔ ۱۰۹۱ مجتمع قضایی ارشاد حشمتی را به ۱۳ سال و ۹ ماه حبس، پرداخت یک میلیون و ۲۵۰ هزار تومان جزای نقدی و ۷۴ ضربه شلاق تعزیری محکوم کرد. اما پس از اعتراض به حکم، پرونده به شعبهٔ ۱۴ دادگاه تجدید نظر استان تهران ارجاع شد از بابت اتهام تشویق به فساد و فحشا و ساخت و انتشار آثاری که عفت عمومی را جریحه‌دار کرده‌است، تبرئه شد و در نتیجه حکم حبس او لغو اما حکم پرداخت نقدی به اتهام حضور بدون حجاب در معابر عمومی و تحمل شلاق به اتهام جریحه‌دار کردن عفت عمومی، یک سال حبس تعلیقی و ۳ سال ممنوعیت خروج قطعی شد.

### حکم شلاق
در ۱۳ دی ۱۴۰۲ همزمان با تولد فاطمه زهرا که در تقویم فعلی ایران به‌عنوان روز زن و روز مادر گرامی داشته‌می‌شود، حکم شلاق رویا حشمتی، بابت اتهام جریحه‌دار کردن عفت عمومی اجرا شد. به گفته خود او، وی در هنگام حضور در شعبه اجرای احکام، روسری به سر نداشت. حشمتی بعد از اجرای حکم، انتساب هرگونه تصویری از بدن شلاق خورده خودش را رد کرد و نوشت: «من هیچ عکسی از بدنم منتشر نکردم و ترجیح می‌دهم برای روایت کردن از روش‌های دیگری استفاده کنم».
وکیل او دربارهٔ اجرای حکم در روز زن به روزنامهٔ شرق گفت: «... هرچقدر هم که با شعبهٔ اجرای احکام گفتیم که اجرای این حکم در چنین روزی مناسب نیست، نپذیرفتند و این حکم متأسفانه اجرایی شد».

## واکنش‌ها به محکومیت و شلاق
حشمتی پس از اجرای این حکم یادداشتی منتشر کرد و در بخشی از آن نوشت: «قاضی گفت خیلی محکم نزن. مرد شروع کرد به زدن. شونه‌هام. کتفم. پشتم. باسنم. رونم. ساق پام. باز از نو. تعداد ضربه‌ها رو نشمردم. زیر لب می‌خوندم به نام زن، به نام زندگی، دریده شد لباس بردگی، شب سیاه ما سحر شود، تمام تازیانه‌ها تبر شود».
این یادداشت پس از بازنشر آن از سوی چهره‌ها و رسانه‌های مختلفی مورد توجه و واکنش قرار گرفت. آذر منصوری، رئیس جبههٔ اصلاحات، محمدتقی فاضل‌میبدی، عضو مجمع محققین و مدرسین حوزهٔ علمیهٔ قم شهیندخت مولاوردی معاون حسن روحانی در امور زنان و خانواده، عباس عبدی از فعالان سیاسی سید حسن خمینی، و تنی چند از زندانیان سیاسی همچون نرگس محمدی، حسین رونقی و سپیده رشنو از کسانی بودند که در اعتراض به اجرای این حکم اعتراض خود را منتشر کردند و افراد دیگری نیز روایت خود را از اجرای حکم شلاق منتشر کردند. در پی اجرای این حکم، ۲۲ تن از فعالان حقوق زنان و حامیان جنبش زن زندگی آزادی، در بیانیه‌ای به اجرای این حکم اعتراض کردند. مانا نیستانی کارتونیست نیز در این‌باره اثری منتشر کرد.
میزان، خبرگزاری رسمی قوهٔ قضاییهٔ جمهوری اسلامی با دفاع از این حکم، نوع اجرای شلاق را مطابق با قانون و شرع مقدس دانست.